# Таємниця синіх гір
«Таємниця синіх гір» (рос. «Тайна синих гор») — радянський художній фільм, повнометражний режисерський дебют в кіно Асхаба Абакарова. Прем'єра фільму відбулася в червні 1982 року. За винятком кількох ролей другого плану, у фільмі зайняті маловідомі або непрофесійні актори, у тому числі жителі Радянського району Дагестанської АРСР.

## Сюжет
Дія починається в дагестанському аулі влітку, незабаром після випускних іспитів. Мурад, тільки-но закінчивши школу, давно закоханий в однокласницю на ім'я Майсарат. Їй він теж подобається, однак батьки вже давно засватали її за сина Усмана — їх односельця, який давно виїхав з села і живе в місті. Оскільки дівчина закінчила школу, Усман пропонує вже подумати про весілля.
Мурад росте без батька, який давно помер, проте багато спілкується з дідусем. Той розповідає, як свого часу за гірським звичаєм украв наречену. Ще дідусь розповідає Мураду легенду про те, як джигіт за синьою горою знайшов аул і полюбив дівчину, яка там жила та була посватана за іншого. Однак коли він викрав її, рід нареченого вступив у війну з родом джигіта, і було пролито багато крові.
Одного разу Мурад пропонує Майсарат виїхати разом. Він чекає її на автобусній зупинці, але її на шляху наздоганяють і повертають додому родичі. Мурада просять тимчасово покинути село. Він йде через гори, ночує у чабанів, а вранці вертоліт доставляє його до Махачкали (на шляху вертоліт пролітає над Чіркейською ГЕС). Там Мурад зупиняється у родичів матері. Дочка господарів Аміна намагається познайомити його зі своєю подружкою Сонею. Незабаром Мурад влаштовується на будівництво, де працює друг Аміни Султан.
Після відпочинку біля моря на вихідних Мурад з компанією повертаються в місто. Соня просить проводити її. Аміна вдома бачить телеграму для Мурада і біжить за ним. Помер дідусь, і Мурад повертається в аул. Назад до міста після похорону він їхати не хоче. Він бере дідову рушницю і йде до покинутого села. За ним приходить Майсарат і сідає поруч біля стіни будинку.

## У ролях
- Гаїрбек Алієв — Мурад
- Наниш Гаджиєва — Майсарат
- Магомед Магомедов — Сурхай
- Магомед Полупанов — дід Магомед
- Алі-Асхаб Гаджиєв — епізод
- Патимат Хизроєва — епізод
- Хадижат Ахмедова — епізод
- Гасан Гаджиєв — епізод
- Валерій Караваєв — епізод
- Тамара Демірова — епізод
- Курбан Мамедов — епізод
- Олена Терехова — епізод
- Інесса Курумова — епізод
- Костянтин Бутаєв — німий чабан

## Знімальна група
- Режисер — Асхаб Абакаров
- Сценарист — Олександр Горохов
- Оператор — Володимир Іванов
- Композитор — Ширвані Чалаєв
- Художник — Марксен Гаухман-Свердлов